# Exallonyx confusus
Exallonyx confusus är en stekelart som beskrevs av Nixon 1938. Exallonyx confusus ingår i släktet Exallonyx, och familjen svartsteklar. Arten är reproducerande i Sverige.